# São Mateus de Oliveira
São Mateus de Oliveira ist eine Gemeinde im Norden Portugals.
São Mateus de Oliveira gehört zum Kreis Vila Nova de Famalicão im Distrikt Braga, besitzt eine Fläche von 2,17 km² und hat 2418 Einwohner (Stand 19. April 2021).